# Зирксраде
Зирксраде (њем. Sierksrade) општина је у њемачкој савезној држави Шлезвиг-Холштајн. Једно је од 131 општинског средишта округа Херцогтум Лауенбург. Према процјени из 2010. у општини је живјело 325 становника. Посједује регионалну шифру (AGS) 1053120.

## Географски и демографски подаци
Зирксраде се налази у савезној држави Шлезвиг-Холштајн у округу Херцогтум Лауенбург. Општина се налази на надморској висини од 24 метра. Површина општине износи 4,0 km². У самом мјесту је, према процјени из 2010. године, живјело 325 становника. Просјечна густина становништва износи 81 становника/km².